# Jigme Palden Dorji
Jigme Palden Dorji (ur. 1919, zm. 1964) – polityk Bhutanu. Pierwszy premier tego kraju od 1952 do 5 kwietnia 1964, bezpartyjny.